# Kuja
Kuja (russisk: Куя, tr. Kuja) er en flod i Nenetskij autonome okrug i Rusland. Den er en højre biflod til Petjora og er 186 km lang med et afvandingsareal på 3.600 km².
Floden har udspring i den vestlige udkant af Bolsjezemelskaja Tundra, i grænseområdet mellem Nenetskij okrug og Republikken Komi, øst for Petjora-floden. Den løber i nordøstlig retning, med et meget svingende og meanderende flodløb. Den munder ud i Kujskij Sjar, et af Petjoras sideløb, omkring 10 km nord for Narjan-Mar.
Kuja er frosset til fra oktober til maj.